# Marchésieux
Marchésieux är en kommun i departementet Manche i regionen Normandie i norra Frankrike. Kommunen ligger i kantonen Périers som tillhör arrondissementet Coutances. År 2022 hade Marchésieux 684 invånare.

## Befolkningsutveckling
Antalet invånare i kommunen Marchésieux
| Referens: INSEE |